# Cyrta hirsuta
Cyrta hirsuta är en insektsart som beskrevs av Melichar 1902. Cyrta hirsuta ingår i släktet Cyrta och familjen dvärgstritar. Inga underarter finns listade i Catalogue of Life.